# Parafia św. Stanisława w Biskupicach
Parafia Świętego Stanisława w Biskupicach - parafia rzymskokatolicka w Biskupicach, należąca do archidiecezji lubelskiej i Dekanatu Piaski. Została erygowana w 1444. Mieści się przy ulicy Rynek. Parafię prowadzą księża diecezjalni.